# 自由路街道 (新乡市)
自由路街道，是中华人民共和国河南省新乡市卫滨区下辖的一个乡镇级行政单位。

## 行政区划
自由路街道下辖以下地区：
新乐社区、自由路社区和新荣社区。